# Amphigymnas bahamensis
Amphigymnas bahamensis is een zeekomkommer uit de familie Synallactidae.
De wetenschappelijke naam van de soort werd in 1930 gepubliceerd door Elisabeth Deichmann.